# Nicole Garcia
Nicole Garcia (Orán, Argelia francesa; 22 de abril de 1946) es una actriz, directora y guionista francesa. Su película Selon Charlie participó en el Festival de Cannes de 2006.

## Filmografía

### Como actriz
- 1968: Des garçons et des filles, dirigida por Étienne Périer.
- 1975: Que la fête commence, dirigida por Bertrand Tavernier.
- 1976: Le Corps de mon ennemi, dirigida por Henri Verneuil.
- 1976: Duelle, dirigida por Jacques Rivette.
- 1976: La Question, dirigida por Louis Heynemann.
- 1977: Les Indiens sont encore loin, dirigida por Patricia Moraz.
- 1978: Le Cavaleur, dirigida por Philippe de Broca.
- 1978: Un papillon sur l'épaule, dirigida por Jacques Deray.
- 1979: Le Mors aux dents, dirigida por Laurent Heynemann.
- 1979: Operación Ogro, dirigida por Gillo Pontecorvo.
- 1980: Mon oncle d'Amérique, dirigida por Alain Resnais.
- 1981: Le Grand Paysage d'Alexis Droeven, dirigida por Jean Jacques Andrien.
- 1981: Les Uns et les Autres, dirigida por Claude Lelouch.
- 1981: Beau-père, dirigida por Bertrand Blier.
- 1981: Qu'est-ce qui fait courir David ?, dirigida por Elie Chouraqui.
- 1982: L' Honneur d'un capitaine, dirigida por Pierre Schoendoerffer.
- 1982: Via degli specchi, dirigida por Giovanna Gagliardo.
- 1983: A couteau tiré, dirigida por Roberto Faenza.
- 1983: Les Mots pour le dire, dirigida por José Pinheiro.
- 1983: Garçon!, dirigida por Claude Sautet.
- 1984: Partenaires, dirigida por Claude s'Anna.
- 1985: Death in a French Garden, dirigida por Michel Deville.
- 1985: Le Quatrième pouvoir, dirigida por Serge Leroy.
- 1986: Mort un dimanche de pluie, dirigida por Joël Santoni.
- 1986: Un homme et une femme: vingt ans déjà, dirigida por Claude Lelouch.
- 1987: La Lumière du lac, dirigida por Francesca Comencini.
- 1990: Outremer, dirigida por Brigitte Roüan.
- 1993: Aux petits bonheurs, dirigida por Michel Deville.
- 1995: Fugueuses, dirigida por Nadine Trintignant.
- 1999: Kennedy et moi, dirigida por Sam Karmann.
- 2001: Betty Fisher et autres histoires, dirigida por Claude Miller.
- 2002: Tristan, dirigida por Philippe Harel.
- 2002: La Petite Lili, dirigida por Claude Miller.
- 2002: Histoire de Marie et Julien, dirigida por Jacques Rivette.
- 2004: Ne fais pas ça, dirigida por Luc Bondy.
- 2004: Le Dernier jour, dirigida por Rodolphe Marconi.
- 2007: Ma Place au soleil, dirigida por Eric de Montalier.
- 2008: Les Bureaux de Dieu, dirigida por Claire Simon.
- 2009: Bancs publics (Versailles Rive-Droite), dirigida por Bruno Podalydès.
- 2021: Lupin (como Anne Pellegrini), serie de 2021 en Netflix, creada por George Kay y François Uzan.

### Como directora
- 1986: 15 août
- 1990: Un week-end sur deux
- 1994: Le Fils préféré
- 1998: Place Vendôme
- 2002: El adversario
- 2006: Selon Charlie
- 2010: Un balcón sur la mer
- 2013: Un beau dimanche
- 2016: El sueño de Gabrielle

## Teatro
- 1967 : Décibel de Julien Vartet; dirigida por Pierre Dux, théâtre de la Madeleine
- 1968 : Adieu Berthe de John Murray et Allen Boretz; dirigida por Jacques Charon, théâtre des Bouffes-Parisiens
- 1969 : Le Misanthrope de Molière; dirigida por Michel Vitold, théâtre du Vieux-Colombier
- 1973 : Smoking ou Les Mauvais Sentiments de Jean-Pierre Bisson; dirigida por de l'auteur, Festival d'automne à Paris
- 1974 : Tambours dans la nuit de Bertolt Brecht; dirigida por Robert Gironès, théâtre Mécanique
- 1974 : Les Premières Communions de Jean-François Prévand d'après Alfred de Musset, George Sand; dirigida por Nicole García, Vincennes
- 1974 : Les Caprices de Marianne de Alfred de Musset; dirigida por Jean-Pierre Bisson, Théâtre national de Strasbourg
- 1975 : Cesare 1950 de Jean-Pierre Bisson; dirigida por de l'auteur, théâtre de Nice
- 1975 : Suréna de Corneille; dirigida por Jean-Pierre Miquel, Teatro del Odéon
- 1975 : Barbe-bleue et son fils imberbe de Jean-Pierre Bisson; dirigida por el autor, théâtre de Nice
- 1976 : Élisabeth I; dirigida por Liviu Ciulei, théâtre national de Chaillot
- 1977 : Oncle Vania de Anton Chejov; dirigida por Jean-Pierre Miquel, théâtre de l’Odéon
- 1977 : Périclès, prince de Tyr de William Shakespeare; dirigida por Roger Planchon, TNP Villeurbanne
- 1985 : Deux sur la balançoire de William Gibson; dirigida por Bernard Murat, Théâtre de la Madeleine
- 1990 : Partage de midi de Paul Claudel; dirigida por Brigitte Jaques, théâtre de l'Atelier
- 1995 : Scènes de la vie conjugale de Ingmar Bergman; dirigida por Stéphan Meldegg & Rita Russek, théâtre de la Madeleine
- 2005 : La Chèvre ou qui est Sylvia? de Edward Albee; dirigida por Frédéric Bélier-Garcia, théâtre de la Madeleine
- 2010 : De beaux lendemains de Russell Banks; dirigida por Emmanuel Meirieu, Nuits de Fourvière
- 2012-2013 : La Mouette de Anton Chejov; dirigida por Frédéric Bélier-Garcia, Théâtre des Célestins.